# Christopher Hansteen
Christopher Hansteen (ur. 26 września 1784 w Christianii, zm. 11 kwietnia 1873 tamże) – norweski astronom i fizyk, znany z badań nad ziemskim magnetyzmem.

## Życiorys
Astronom wykonywał pomiary natężenia pola geomagnetycznego w Londynie, Paryżu, Finlandii i na Syberii w latach 1828–1930. W 1826 opublikował pierwszą mapę natężenia magnetycznego. Jego teorie dotyczące geomagnetyzmu cieszyły się znacznie mniejszym powodzeniem niż eksperymenty i zostały zakwestionowane przez Carla Friedricha Gaussa
W 1866 został odznaczony Pour le Mérite za Naukę i Sztukę.